# Puerto autónomo de Dakar
El Puerto autónomo de Dakar (en francés: Port autonome de Dakar) es una compañía pública con sede en Dakar la capital del país africano de Senegal. Gracias a la posición estratégica que tiene como puerto abrigado, ahora es el tercer puerto más grande de la subregión después del Puerto Autónomo de Abiyán y el puerto de Lagos y el noveno más grande en el continente. 
Liderados por el capitán Protet, las tropas francesas se apoderaron de esta costa en 1857. Las obras del puerto se iniciaron en 1862 y en 1866 se inauguró. Si bien el Grupo Bolloré estuvo presente en Senegal desde hace más de 80 años, es Dubai Ports World (DP World) la que desde el 8 de octubre de 2007 mediante un acuerdo con el primer ministro Sheikh Hadjibou Soumare obtuvo una concesión de 25 años en el terminal de contenedores en el puerto.